# スフェン・ファン・ベーク
スフェン・ファン・ベーク（Sven van Beek, 1994年7月28日 - ）は、オランダ・南ホラント州ゴーダ出身のサッカー選手。ポジションは、ディフェンダー。SCヘーレンフェーン所属。

## クラブ経歴
ファン・ベークはゴーダのSV DONKなどでプレーした後にD-ユーフトからフェイエノールトに加入した。タレント揃いの世代の中で生き残るのは決して簡単ではなく、Bユニオール2年目もB2でのプレーを余儀なくされるという失望を味わったが、それを反動としてメンタル面で成長し、2年後の2013年1月にはフェイエノールトと初のプロ契約を結んだ。
2012-13シーズンからすでにロナルド・クーマン率いるトップチームのセレクションに加わっていたファン・ベークは、プロ契約に結んだ翌日の2013年1月5日にAGOVVとの練習試合で初出場した。PSVとのカップ戦でダリル・ヤンマートの代わりのスタメンで公式戦デビューも果たしている。このシーズンのファン・ベークの出場機会は多くは無く、翌シーズンもヤンマートやステファン・デ・フライが出場できない際の代役としての起用が続いたが、FCクバン・クラスノダールとのUEFAヨーロッパリーグ予選で、さらに、デ・クラシケルでエールディヴィジにと、それぞれ重要な試合で代役を任されてのデビューを果たしている。2013年11月22日にはフェイエノールトと2016年までの新契約を結んだ。
2014-15シーズンは移籍したデ・フライの代役として期待され、遂にスタメンのチャンスをつかむとシーズン序盤から見事その期待に応える活躍を見せる特に9月21日のホームでのアヤックス戦ではテレンス・コンゴロとCBコンビを組み、果敢な前進守備で高い評価を受けると、ELのスタンダール・リエージュ戦では初ゴールを決めてクラブとして6年ぶりの欧州カップのグループステージでの勝利に貢献した。チームに欠かせない主力の一人となったファン・ベークは、2015年3月4日にフェイエノールトと3回目の新契約を結び、2018年まで契約を延長、ファン・ヘールに「ヘット・レヒューンが自分たちを重ねられる真のフェイエノールダー」と賞讃された。
ジョヴァンニ・ファン・ブロンクホルストが監督に就任した2015-16シーズンもテレンス・コンゴロと共にスタメン出場を続けてKNVBカップ優勝に貢献したが、一方で不運なオウンゴールや致命的ミスが続く不安定なシーズンでもあった。最も象徴的なのが2016年1月24日のAZ戦ではユース時代のチームメイトのフィンチェント・ヤンセンにハットトリックを許し、61分に交代、ベンチで涙を流したシーンであり、関心を示していたASモナコのスカウトも彼の名前をリストから消す結果になったと見られている。
2016-17シーズン、7月2日に行われたRKSV Drielとのプレシーズン最初の練習試合で後半はじめから出場するも、16分後に足を負傷し長期離脱に。10月末に一旦復帰に近づき、リザーブでの試合にも出場したが、怪我がぶり返したためにクラブが18年ぶりにエールディヴィジを制したシーズンの大半を棒に振ることになった。しかしフェイエノールトはファン・ベークへの信頼を捨てること無く、2017年3月17日に2019年までの新契約を結んだ。足の痛みの原因を突き止められなかったことで長いリハビリに苦しみ、「もうフットボールができないかも」とまで思ったファン･ベークだが、2017年9月26日、UEFAチャンピオンズリーグ・SSCナポリ戦で78分に途中出場で復帰した。エールディヴィジでは10月14日のPECズヴォレ戦で負傷したレナート･ターピアに代わって21分にサポーターの大歓声に迎えられてピッチに入り、リーグ戦では76週間ぶりの出場し、75分間以上プレーした。10月17日のCL・シャフタール・ドネツクとの試合後に再び別の怪我によって負傷離脱したが、11月18日、VVV戦で復帰を果たし、ファン・デル・ハイデンとエリック・ボテギンという全シーズンのスタメンCB2人を長期離脱で欠いて苦しむチームの中で大きな存在感を示している。
2019-20シーズンは、マルコス・セネシとエリック・ボテギンからレギュラーの座を奪えず、リーグ戦出場はわずか1試合に留まった。
2021年2月1日、ヴィレムIIにレンタル移籍した。
2021年7月19日、SCヘーレンフェーンに2年契約で移籍した。

## プレースタイル・評価
タレント揃いのファルケノールト94年組世代の中でファン・ベークは決してトップタレントとは見られていなかったが、トップチームではボールを持っていない時に中盤のスペースを埋められ、ボールを持っている時も自ら前に出ることも数10m先へ正確なボールを送ることもできる勇敢なプレースタイルで高い評価を受けている。
ア・デモスは2014-15シーズン・スタート直後のファン・ベークを見て、「デ・フライやフラールより良い選手になれる。そう判断するのに長い時間はいらない」と語った。

## タイトル
フェイエノールト
- KNVBカップ : 2015-16, 2017-18
- エールディヴィジ : 2016-17
- ヨハン・クライフ・スハール : 2018